# Anthony Zerbe
Anthony Zerbe (n. 20 mai 1936, Long Beach, California, SUA) este un actor american de film și TV.

## Filmografie
- Luke mână rece (1967)
- Omul Omega (1971)
- Papillon (1973)
- Pas decisiv (1977)
- Zonă moartă (1983)
- Star Trek: Rebeliune (1998)
- Matrix - Reîncărcat (2003)
- Matrix - Revoluții (2003)